# Ole Ivar Lovaas
Ole Ivar Lovaas (Lier, 8 de mayo de 1927-Lancaster, 2 de agosto de 2010) fue un psicólogo clínico considerado como uno de los padres de la terapia para el autismo, denominada análisis de conducta aplicada (ACA), más conocido por sus siglas en inglés como ABA (applied behavior analysis). 
También fue el primero en proveer evidencia de la posibilidad que la conducta de los niños autistas puede ser modificada a través de una enseñanza adecuada. Aunque algunas de sus pronunciamientos originales sobre la efectividad de esta terapia fueron un poco exagerados, sus métodos han sido adoptados por una gran mayoría de instituciones y profesionales internacionalmente. En sus estudios que datan desde la década del sesenta él se apoyaba principalmente en los reforzamiento positivos de conductas preferidas, pero su técnica original también incluía el uso de estímulos aversivos o desagradables (como decir enérgicamente: "¡NO!", o aplicarle descargas eléctricas leves al niño a través de dispositivos ubicados en sus muñecas, con el fin de modificar su conducta). Estos estímulos pueden ser considerados como castigos del conductismo operante de B. F. Skinner.
Ole Ivar Lovass,  que nació en Noruega, concentró su interés por el ambiente y cómo este afecta la conducta, lo que finalmente lo condujo a continuar sus investigaciones en la Universidad de Washington, donde él recibió su Ph.D. Lovaas fundó El Lovaas Institute for Early Intervention (LIFE) (el Instituto Lovaas para la intervención temprana) el cual provee servicios para aquellos niños que son diagnosticados como autistas. LIFE tiene oficinas localizadas en muchas partes del mundo. Lovaas fue profesor emérito de psicología y enseñó en la Universidad de California  en Los Ángeles.

### En inglés
- "Screams, Slaps & Love: A surprising, shocking treatment helps far-gone mental cripples".
- Lovaas Institute for Early Intervention
- An example of one of Lovaas' patients

- Datos: Q790633
- Multimedia: Ole Ivar Lovaas / Q790633